# Relaciones Brasil-Japón
Las relaciones Brasil-Japón son las relaciones diplomáticas existentes entre la República Federativa del Brasil y el Estado del Japón. Estas relaciones comenzaron en 
1895 con la firma del Tratado de Amistad, Comercio y Navegación. En 1942 hubo una ruptura de las relaciones debido a la Segunda Guerra Mundial, siendo restablecidas en 1952. Ambos países son miembros del Grupo de los cuatro, G20, de la Organización Mundial del Comercio y de la Organización de las Naciones Unidas.
Una investigación hecha en 2013 por la BBC News reveló que Brasil es uno de los países más pro-Japón del mundo. Según la investigación el 71% de los brasileños ve la influencia de Japón en su país positiva, mientras que solo el 10% la ve de forma negativa. Mientras que el 40% de los japoneses ve la influencia de Brasil en su país de forma positiva y el 3% de forma negativa, esto significa que la mayoría de los japoneses no tiene una opinión formada sobre la influencia brasileña en su país.

## Historia

### Era de los descubrimientos
El primer contacto entre Brasil y Japón fue a través de exploradores portugueses que llegaron a Japón en 1543 y fundaron la ciudad de Nagasaki, 43 años después de que Portugal fundara sus primeras colonias en Brasil. De 1543 a 1638, Portugal negoció comerciar con Japón por medio de escalas en Brasil, eso fue conocido como el Comercio Nanban. Muchos productos japoneses fueron vendidos a Brasil y, durante ese periodo, comerciantes portugueses vendieron esclavos japoneses en Brasil. En 1603, Japón entró en un periodo de aislamiento político-económico y entonces, los lazos comerciales con Portugal fueron bruscamente cortados.[cita requerida] pero el comercio continuó por medio de la colonia portuguesa de Macao (que actualmente es una Región Administrativa Especial de la República Popular China).

### Independencia de Brasil y Japón Imperial
En septiembre de 1822, Brasil obtuvo su independencia de Portugal, décadas después, en octubre de 1868, Japón dio inicio a su imperio y entró en la Era Meiji y comenzó a promover relaciones diplomáticas con varios países después de décadas de aislamiento. En 1895 Brasil y Japón establecieron formalmente relaciones diplomáticas con la firma de un Tratado de Amistad, Comercio y Navegación  En 1897 misiones diplomáticas fueron abiertas en las capitales de cada nación, respectivamente En junio de 1908, un barco de Japón llevando 790 migrantes japoneses llegó a Brasil, el barco era conocido como Kasato Maru, el primero de muchos que llegaron a Brasil llevando migrantes japoneses, Entre 1908 y 1941, más de 190.000 japoneses migraron a Brasil en busca de mejores oportunidades en el país sudamericano.
Durante la Segunda Guerra Mundial, Brasil rompió las relaciones diplomáticas con Japón y con las demás Potencias del Eje después del Ataque a Pearl Harbor por parte de la Armada Imperial Japonesa a los Estados Unidos y se unió al bando de los Aliados. Como consecuencia, miles de familias de origen japonesa en Brasil fueron encarceladas o deportadas por ser potenciales espías o colaboradores. El gobierno brasileño también cerró cientos de escuelas japonesas, confiscó equipos de comunicación y forzó la reubicación de japoneses que vivían cerca de la costa. Muchos en la comunidad nipo-brasileña fueron torturados y forzados a escupir o pisar en la imagen del entonces emperador Hirohito, que era considerado una divinidad en Japón. En octubre de 2013, la Comisión Nacional de la Verdad pidió disculpas por los abusos cometidos por Brasil a la comunidad nipo-brasileña durante y después de la Segunda Guerra Mundial.
Las relaciones diplomáticas entre los dos países fueron restablecidas en 1952.

### Guerra Fría
Durante la Guerra Fría, en medio de la tensión entre Estados Unidos y la Unión Soviética, el presidente brasileño João Goulart fue depuesto y fue instaurada una Dictadura militar pro-Estados Unidos, esta duró hasta 1985. Durante ese periodo, las relaciones entre Brasil y Japón permanecieron estables, con un aumento considerable del comercio entre ambos países.
En julio de 1959, el primer ministro Nobusuke Kishi fue el primer jefe de Estado japonés en visitar Brasil. En septiembre de 1976, el entonces presidente brasileño, el general Ernesto Geisel, hizo una visita de estado oficial a Japón. El entonces príncipe heredero Akihito visitó Brasil en 1967 y 1978.

### Nueva República Brasileña
En 1990 el gobierno japonés autorizó la entrada legal de japoneses y sus descendientes hasta la tercera generación en Japón. Desde entonces, alrededor de 220.000 nipo-brasileños forman el tercer mayor grupo de inmigrantes en Japón, después de los chinos y coreanos. En los últimos años, varios volvieron a Brasil después de economizar dinero en Japón para comprar bienes raíces en Brasil y en 2016, la comunidad brasilero-japonesa alcanzaba los 180.000 miembros.
En 1995, las relaciones entre ambos países cumplieron 100 años.

## Comercio
Brasil y Japón tienen un intercambio comercial relativamente alto en la actualidad y la Bioenergía, Infraestructura y el Medio Ambiente aparecen como objetivos principales de la integración entre los dos países.
En la década de 1970, fue fundada la empresa binacional mixta Compañía de Producción Agrícola (CAMPO) para el desenvolvimiento agrícola en el Cerrado brasileño y la coordinación del Programa de Cooperación Nipo-Brasileña para el Desenvolvimiento del Cerrado (Proceder), anterior a la empresa. Fue formada entre la Compañía Brasileña de Participación Agroindustrial (Brasagro) y la Japan-Brazil Agricultural Development Corporation (Jadeco). En ambas partes hay participación gubernamental y privada, por eso es una empresa mixta. La distribución de las acciones entre las dos partes no es igual, siendo Brasil dueña del 51% de las acciones y Japón del 49%.

## Visitas oficiales

### Visitas presidenciales de Brasil a Japón
En distintas oportunidades presidentes de Brasil realizaron visitas oficiales a Japón.
- Presidente Ernesto Geisel (1976)
- Presidente João Baptista Figueiredo (1984)
- Presidente Fernando Collor de Mello (1990)
- Presidente Fernando Henrique Cardoso (1996)
- Presidente Luiz Inácio Lula da Silva (2005 y 2008)

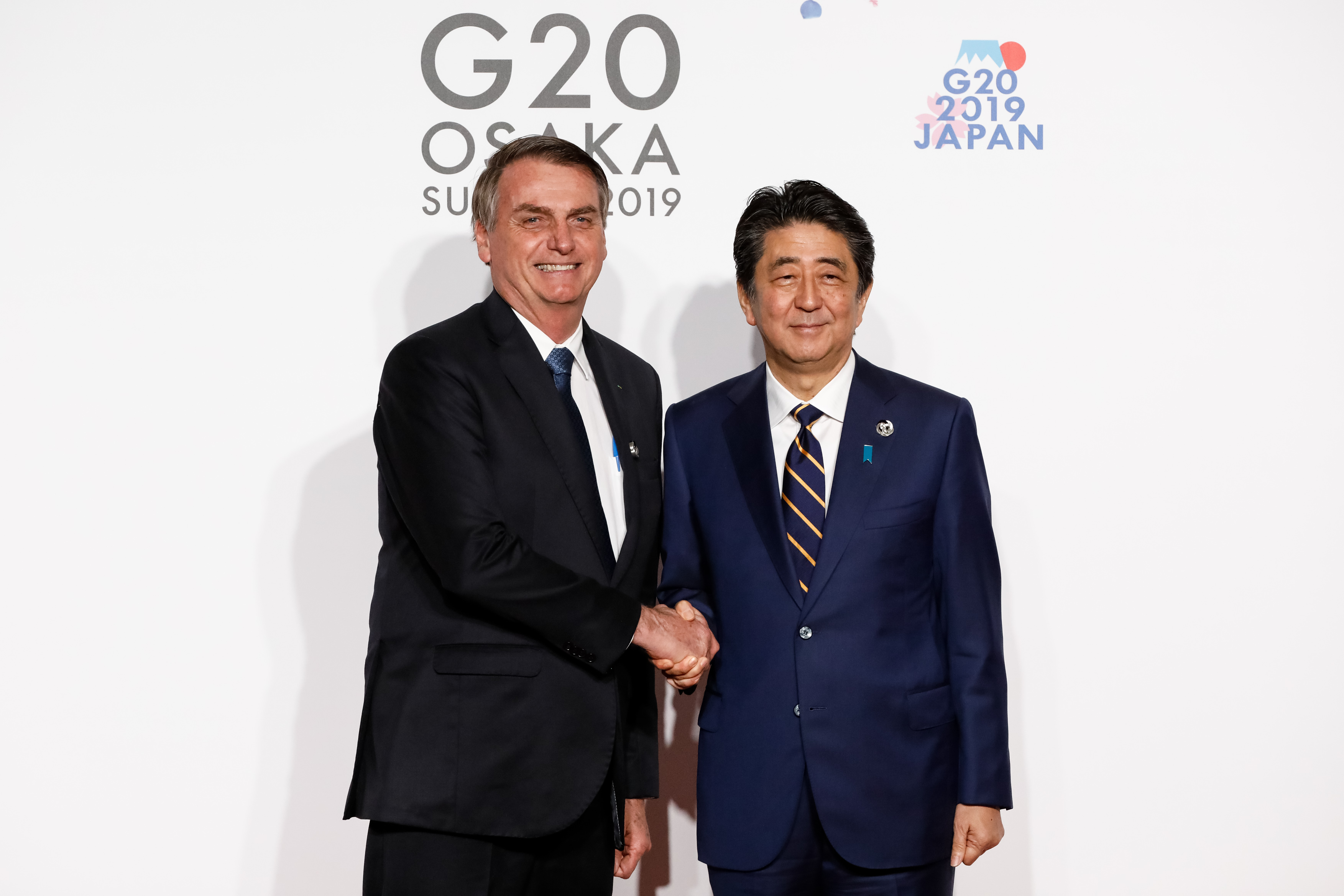
El primer ministro japonés Shinzō Abe con el presidente brasileño Jair Bolsonaro en 2019

- Presidente Michel Temer (2016)
- Presidente Jair Bolsonaro (2019)

### Visitas reales y de Primeros Ministros de Japón a Brasil
Miembros de la realeza o Primeros Ministros de Japón efectuaron visitas protocolares a Brasil.
- Príncipe Tomohito de Mikasa (1958)
- Primer Ministro Nobusuke Kishi (1959)
- Príncipe Heredero Akihito (1967 y 1978)
- Primer Ministro Kakuei Tanaka (1974)
- Primer Ministro Zenkō Suzuki (1982)
- Príncipe Fumihito de Akishino (1988 y 2015)
- Primer Ministro Ryūtarō Hashimoto (1996)
- Emperador Akihito (1997)
- Primer Ministro Jun'ichirō Koizumi (2004)
- Príncipe Heredero Naruhito (2008 y 2018)
- Primer Ministro Shinzō Abe (2014 y 2016)

## Misiones diplomáticas residentes
- Brasil tiene una embajada en Tokio y consulados-generales en Hamamatsu y Nagoya.

- Japón tiene una embajada en Brasilia y consulados-generales en Belém, Curitiba, Manaus, Recife, Río de Janeiro y São Paulo y una oficina consular en Porto Alegre.

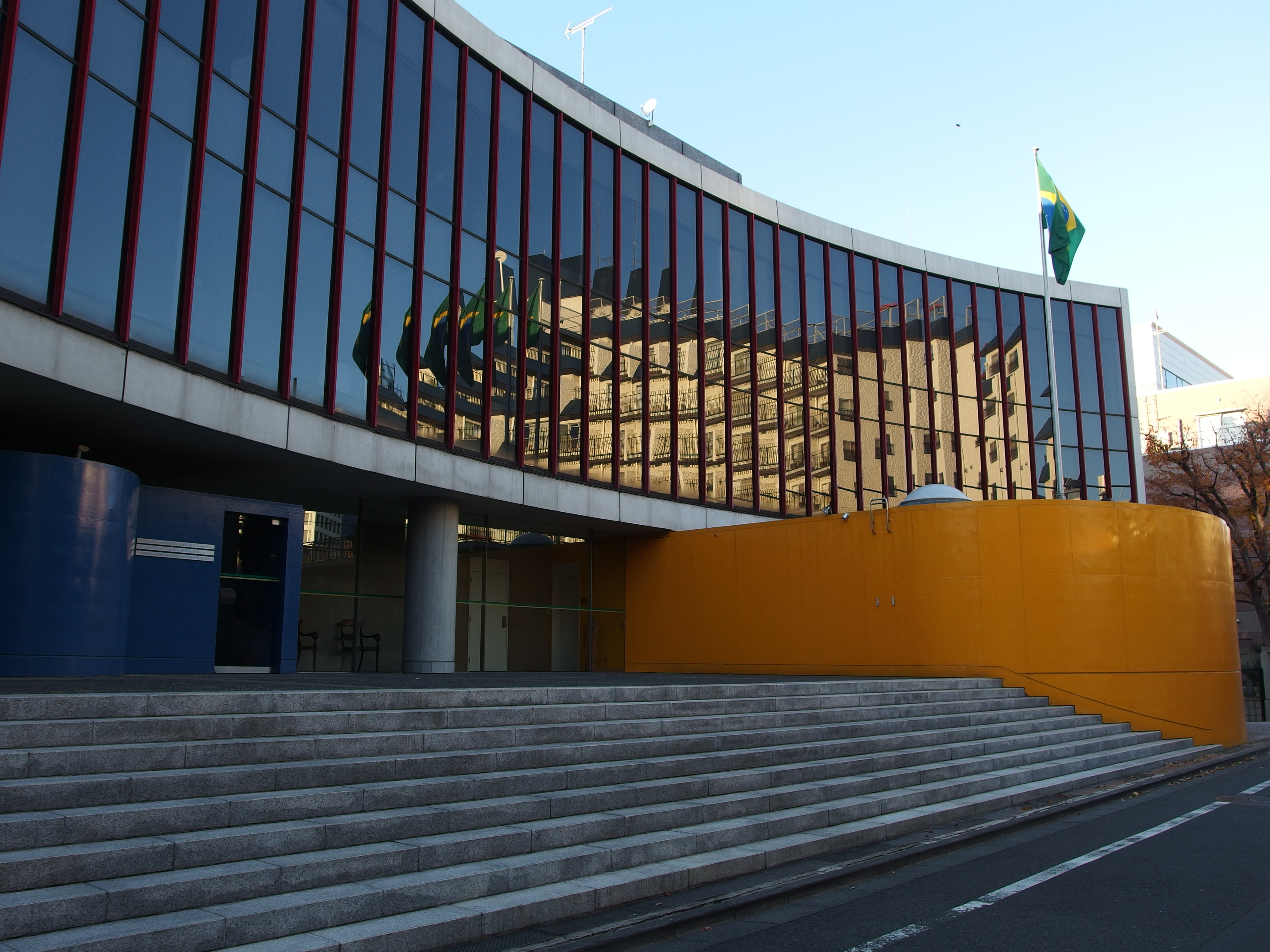
Embajada de Brasil en Tokio
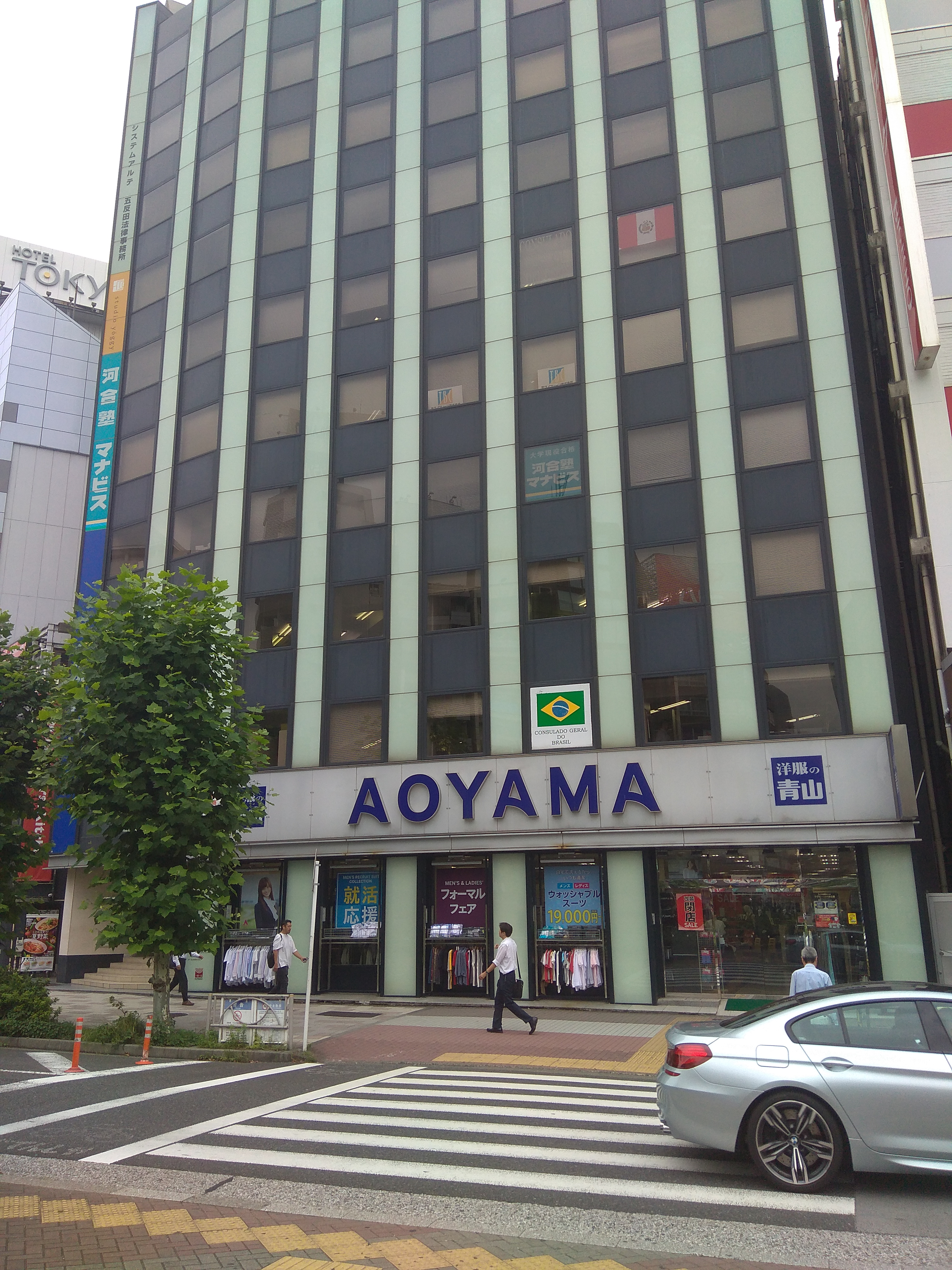
Consulado-General de Brasil en Tokio
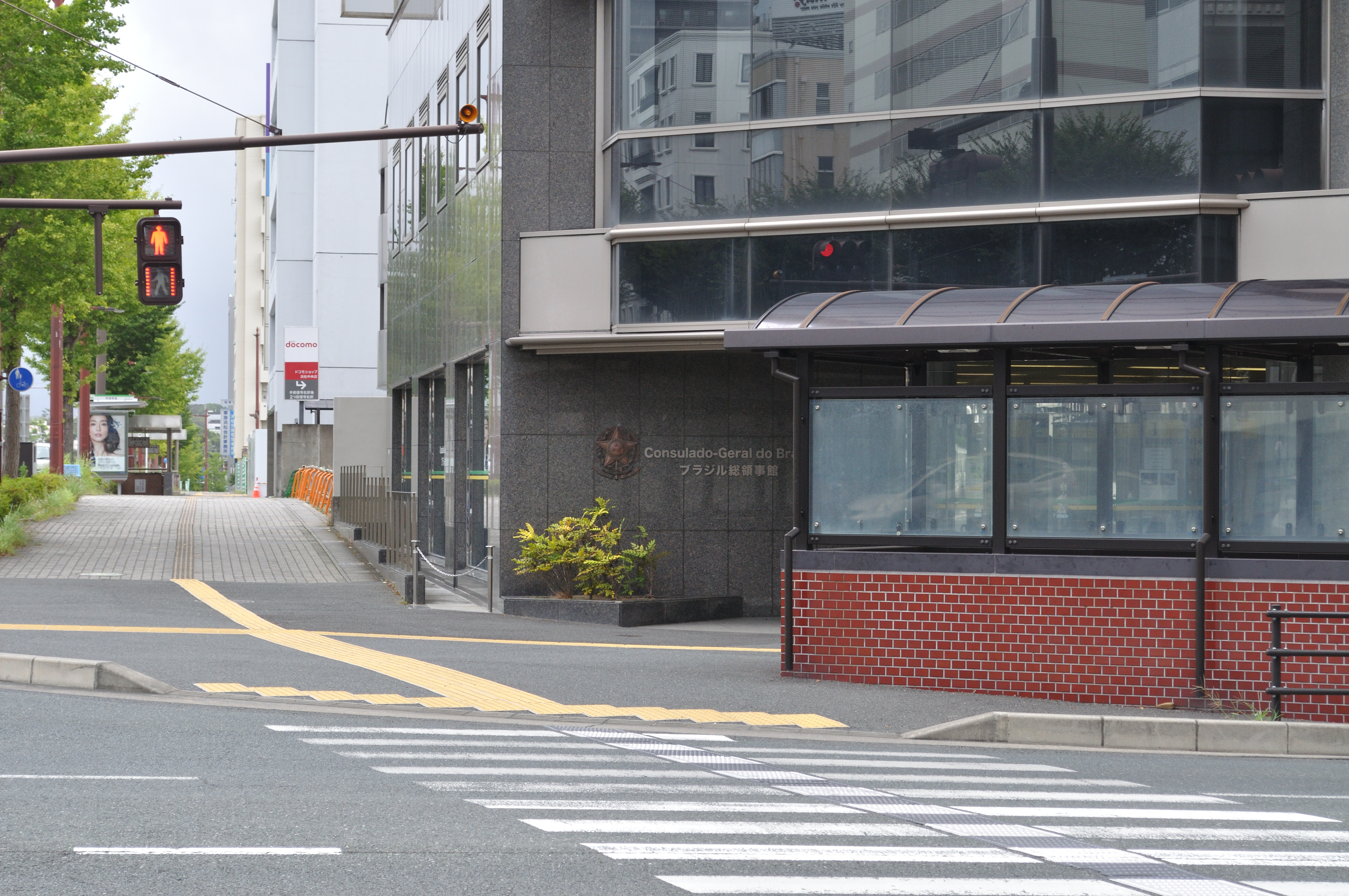
Edificio alojando al Consulado-General de Brasil en Hamamatsu
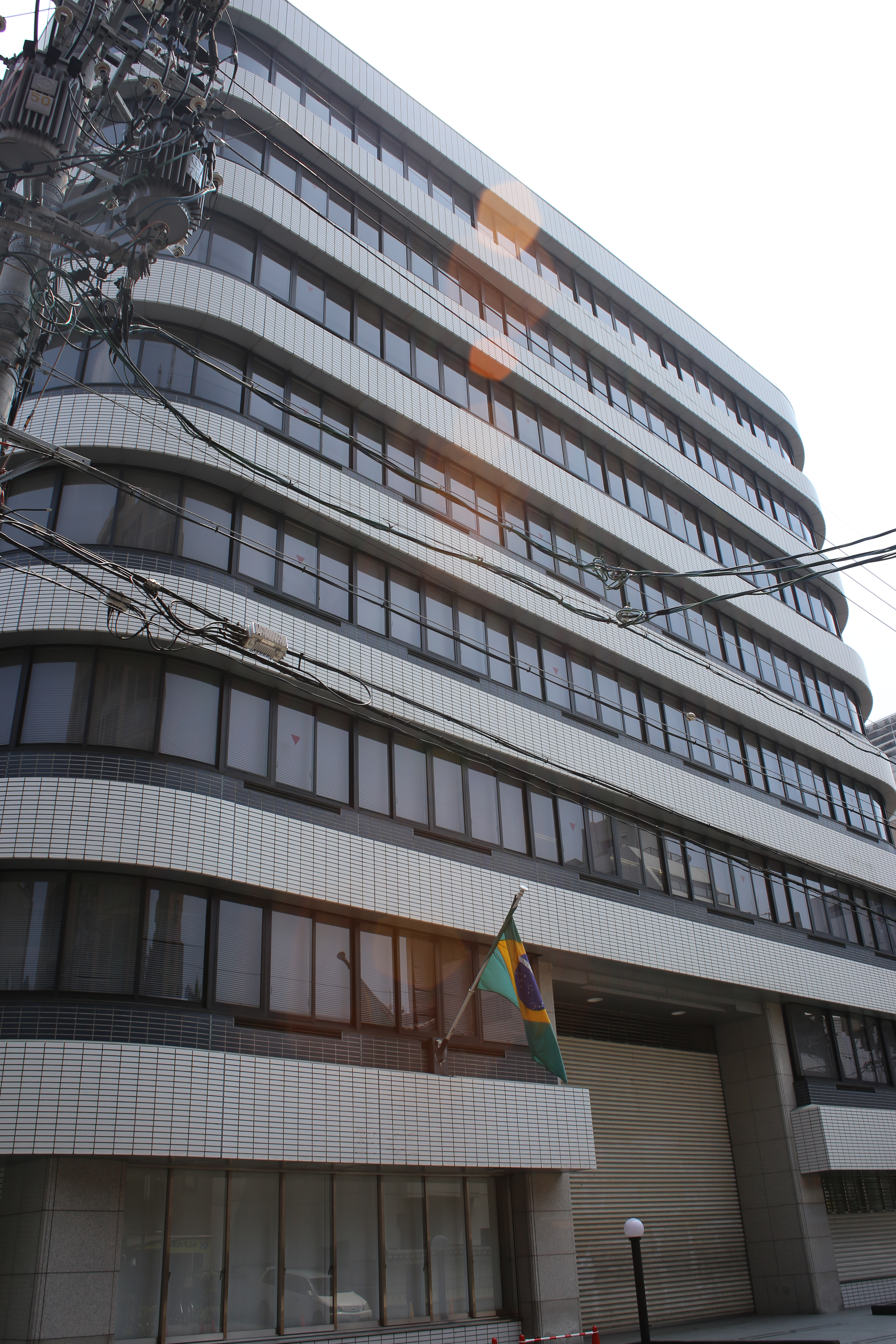
Edificio alojando al Consulado-General de Brasil en Nagoya